# Charlotte Pass
Charlotte Pass és una estació d'esquí al sud de les Snowy Mountains de Nova Gal·les del Sud, Austràlia, al comtat de Snowy River i forma part del Parc Nacional Kosciuszko. S'hi ha enregistrat la temperatura més baixa d'Austràlia. L'estació d'esquí i la població de Charlotte reben el nom en honor de Charlotte Adams qui, l'any 1881, va ser la primera dona europea a escalar el mont Kosciuszko.
Charlotte Pass és prop de la ciutat de Jindabyne.
Amb 1.760 m, es troba la població anomenada Charlotte Pass Village, que és la de més altitud d'Austràlia i hi comencen les pistes d'esquí. El punt culminant de Charlotte Pass es troba a 1.964 metres d'altitud. Charlotte Pass és una base per a explorar la zona del mont Kosciuszko, que és la muntanya més alta d'Austràlia (a 9 km de Charlotte Pass). L'edifici principal de Charlotte Pass es va construir l'any 1938.

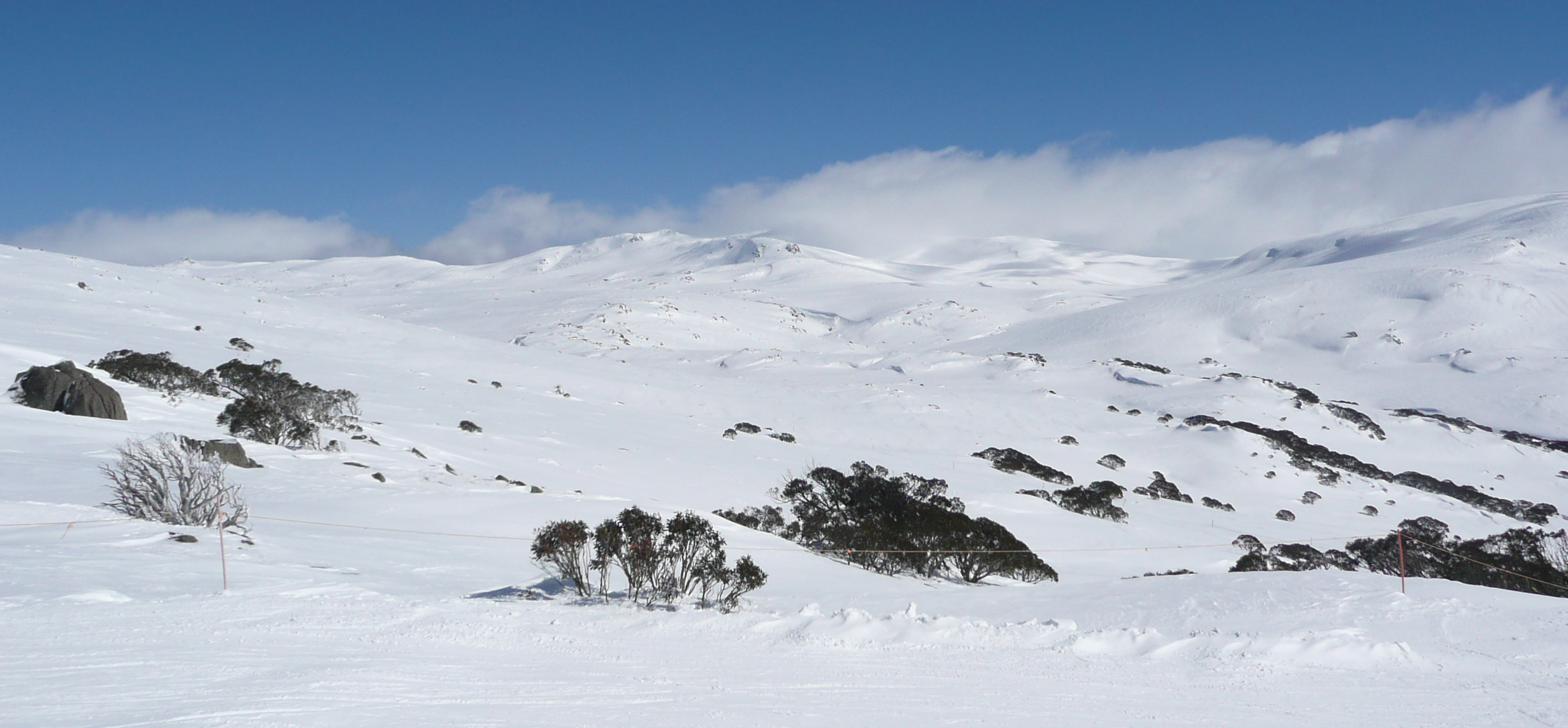
Cap al mont Kosciuszko amb telecadira